# Elsa Pelgander
Elsa Helena Pelgander, född 2 augusti 2006, är en svensk fotbollsspelare som spelar för Djurgårdens IF, på lån från Juventus. Hennes far, Jonas Pelgander, är en före detta fotbollsspelare i bland annat Örebro SK och hennes syster, Emilia Pelgander, är också en fotbollsspelare.

## Karriär

### Tidig karriär
Pelgander började spela fotboll som femåring i Adolfsbergs IK. Hon spelade 10 matcher för klubben i division 3 mellan 2018 och 2019. Som 14-åring värvades hon till Örebro SK. Pelgander spelade 10 matcher för klubben i division 1 Norra Götaland 2021.

### KIF Örebro
I december 2021 värvades Pelgander av KIF Örebro, där hon skrev på ett treårskontrakt. Pelgander debuterade som 15-åring i Damallsvenskan den 3 april 2022 i en 2–0-vinst över Djurgårdens IF, där hon blev inbytt i den 87:e minuten mot Heidi Kollanen. Pelgander gjorde totalt tio inhopp i Damallsvenskan 2022. Följande säsong spelade hon totalt 17 ligamatcher, varav nio från start.

### Juventus
I januari 2024 värvade Pelgander av italienska Juventus, där hon skrev på ett 2,5-årskontrakt. Pelgander debuterade den 7 februari 2024 med ett inhopp i en 1–0-vinst över Sampdoria i italienska cupen. Fyra dagar senare gjorde Pelgander sin Serie A-debut i en 5–0-vinst över Como, där hon blev inbytt i den 75:e minuten mot Jennifer Echegini.

#### Djurgårdens IF (lån)
I januari 2025 lånades Pelgander ut till Djurgårdens IF.